# Mikuszowice

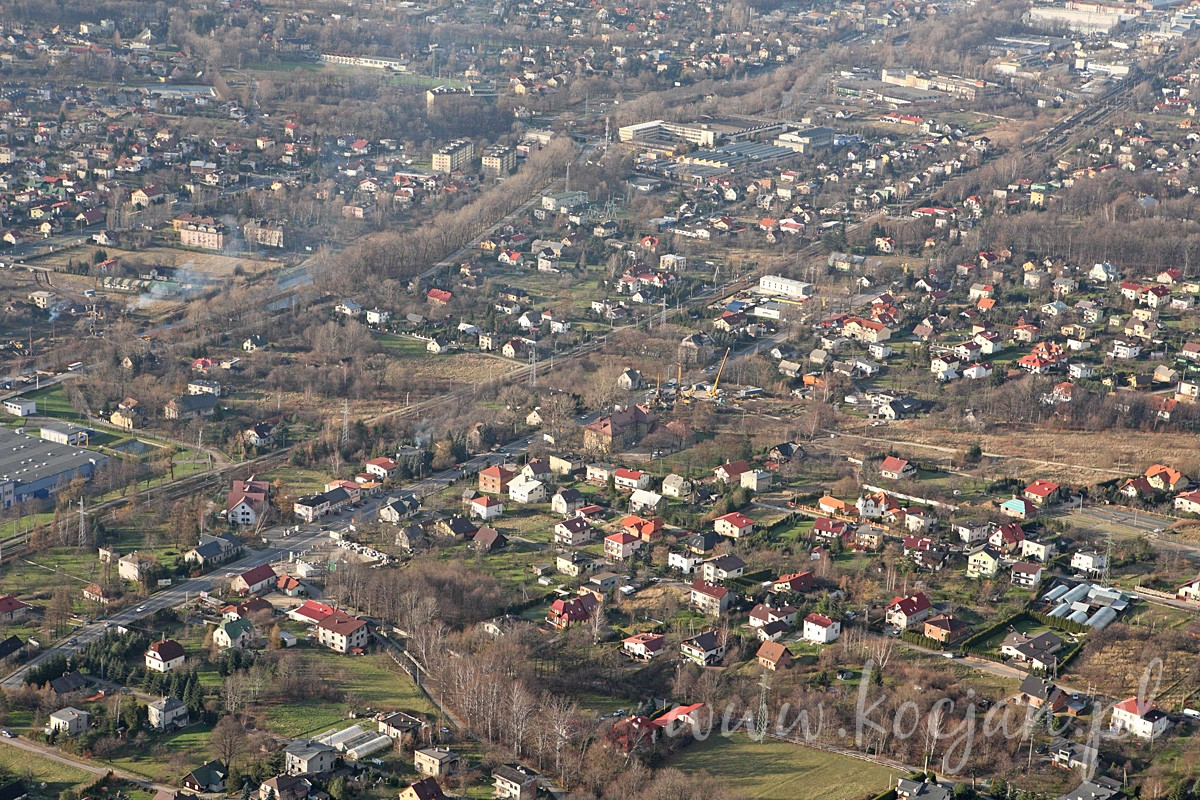
Überblick

Mikuszowice (früher Mikłuszowice; deutsch Nikelsdorf), eigentlich Mikuszowice Śląskie (früher auch Mikuszowice Niemieckie) und Mikuszowice Krakowskie (früher auch Mikuszowice Polskie) sind zwei Stadtteile (Osiedla) von Bielsko-Biała in der Woiwodschaft Schlesien in Polen.

## Geographie
Mikuszowice liegt an der Grenze des Schlesischen Vorgebirges im Norden, der Schlesischen Beskiden im Südwesten und der Kleinen Beskiden im Südosten, an der Biała (Bialka), etwa 4 km südlich des Stadtzentrums.
Im Jahr 1910 hatte Mikuszowice Śląskie (ohne Olszówka Dolna) eine Fläche von 276 ha und Mikuszowice Krakowskie von 345 ha, zusammen: 621. Die heutigen Stadtteile haben 1247,13 ha (Mikuszowice Śląskie mit dem größten Teil von Olszówka) und 386,02 ha (Krakowskie), zusammen: 1633,15 ha.

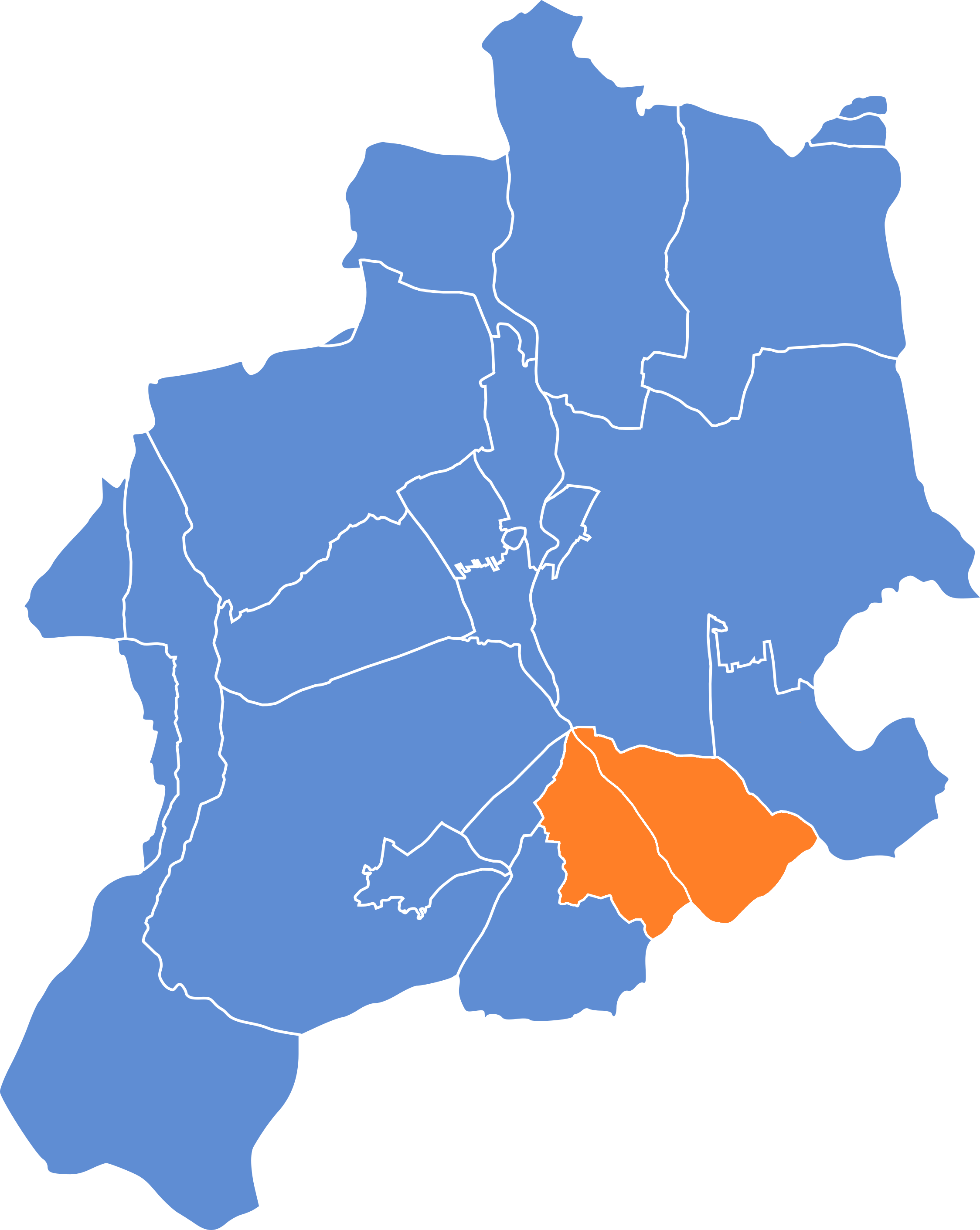
Historisches Mikuszowice (orange)
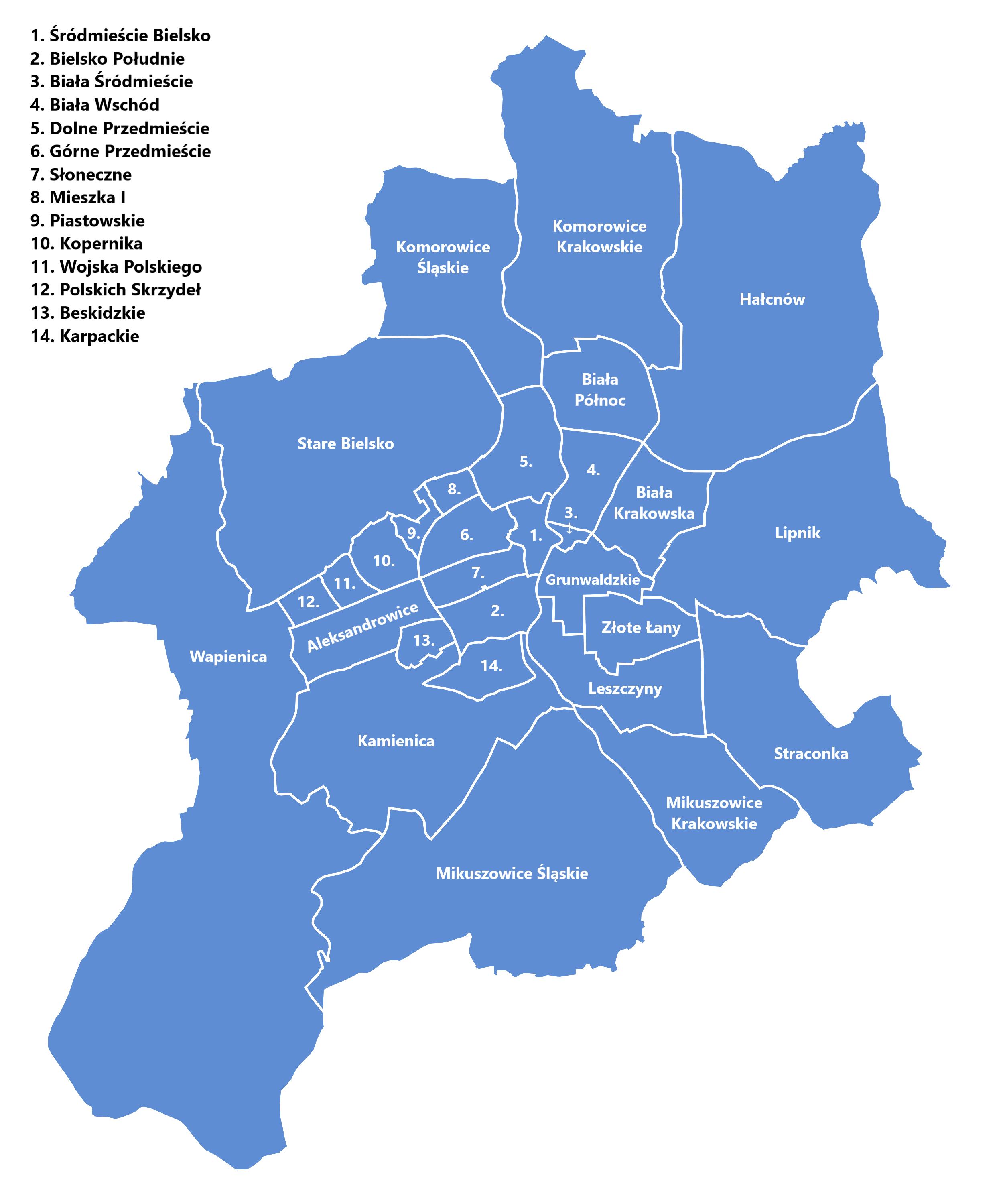
Heutige Stadtteile (Osiedla)

## Geschichte
Das einstige Dorf entstand im späten 13. oder im frühen 14. Jahrhundert im Zuge der deutschrechtlichen Kolonisation unter dem Herzog Mieszko von Teschen-Auschwitz an beiden Ufern des Flusses Biała (Bialka). Die ersten urkundlichen Erwähnungen des Orts villa Nikolai (lateinisch Dorf des Nikolaus) stammen aus der Zeit um 1300 (eine frühmoderne Abschrift von Mieszkos I. Dokument ohne Datum). Danach folgte der deutsche Name Nickelstorff (eine frühmoderne deutschsprachige Abschrift eines lateinischen Dokument aus dem Jahr 1312, wo der Ortsname ist deutlich von der deutschen Form des Personennamens abgeleitet) und Nicklosdorff (deutschsprachiges Dokument aus dem Jahr 1413). Der polnische, patronymisch Name tauchte im Jahr 1439 als Micosschouicz und 1457 als Mykluschowicze auf. Es wurde lange Zeit gedacht, dass das Dorf von einem gewissen Deutschen namens Nickels bzw. Nikles gegründet worden war, aber der letzte Fund der ältesten Form villa Nikolai deutet eher auf die polnische Form Mikołaj. Der polnische Ortsname wurde jedoch später von der mittelalterlichen, polnischen Form des Personennamens Mikłusz (≤ Mikołaj), bzw. Miklusz (z. B. Mikluss de Rudno, 1397),  mit typischem westslawischen Suffix -(ow)ice abgeleitet (vergleiche z. B. Niculaussowicz bzw. Niclauschowicz 1325–1327, heute Mikluszowice).
Politisch gehörte das Dorf ursprünglich zum Herzogtum Teschen, dies bestand ab 1290 in der Zeit des polnischen Partikularismus. Im Jahre 1315 wurde das Herzogtum Teschen geteilt entlang des Flusses Biała und geteilt wurde auch das Dorf: der Teil am linken Ufer blieb im Herzogtum Teschen, der Teil am rechten Ufer kam zum Herzogtum Auschwitz. Seit 1327 standen beide unter der Lehnsherrschaft des Königreichs Böhmen.

### Mikuszowice Krakowskie
Das Herzogtum Auschwitz mit dem Dorf Mykluschowicze wurde im Jahr 1457 vom polnischen König abgekauft. Im Jahr 1564 wurde das Herzogtum Auschwitz-Zator als Kreis Schlesien der Woiwodschaft Krakau dem Königreich Polen angeschlossen.

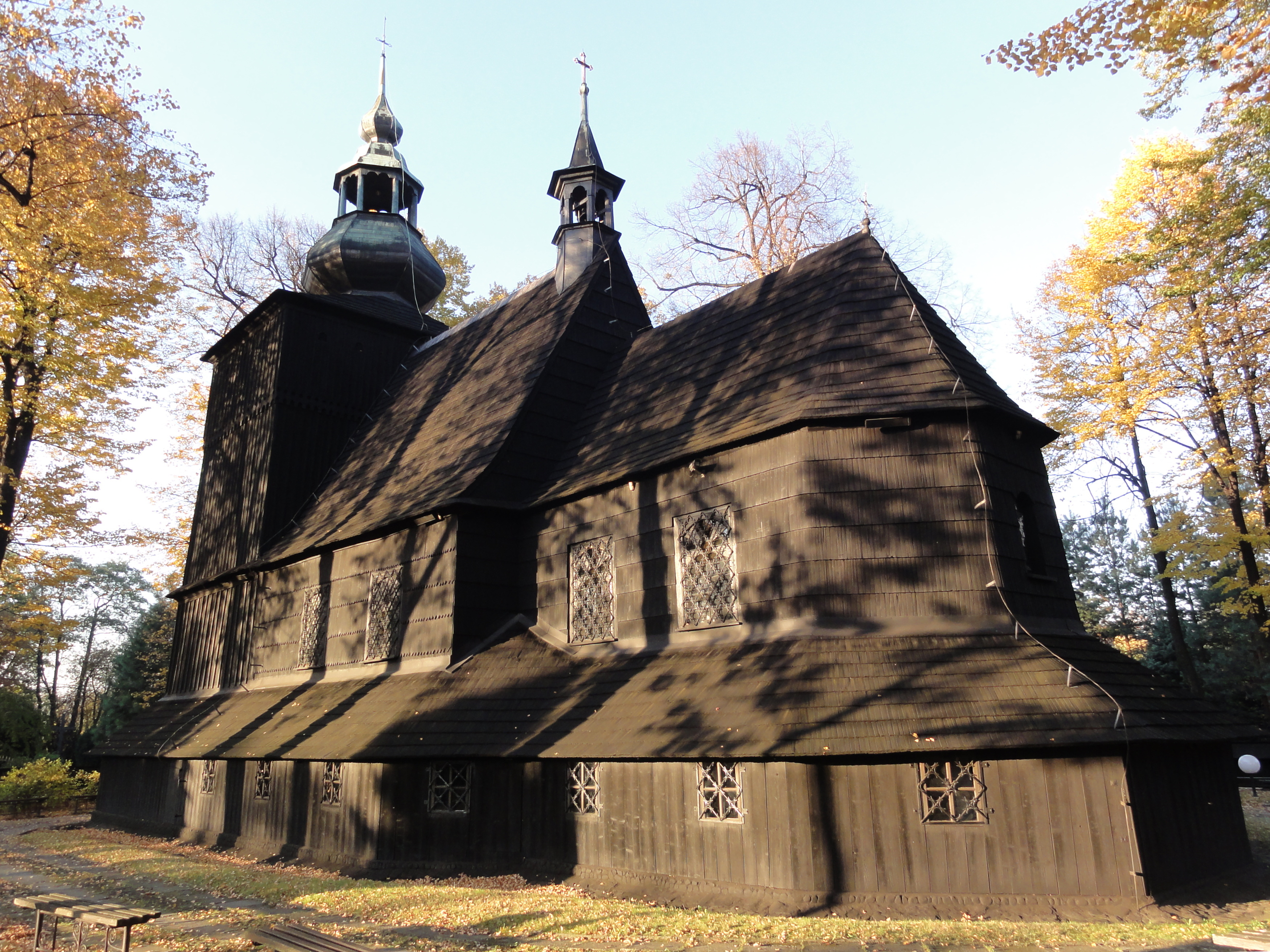
St.-Barbara-Kirche (1690)

Die im Jahr 1455 erbaute Kirche wurde im späten 16. Jahrhundert zum Sitz einer lutherischen Gemeinde. 1615 gab Piotr Warszycki, der Besitzer von Łodygowice, die Kirche an Katholiken zurück. 1687 wurde die Kirche verbrannt, drei Jahre später wurde die St.-Barbara-Kirche (Holzkirche) wieder errichtet.
Bei der Ersten Teilung Polens kam das Dorf 1772 zum neuen Königreich Galizien und Lodomerien des habsburgischen Kaiserreichs (ab 1804). Im 19. Jahrhundert stieg die Zahl der Einwohner wegen der Industrialisierung in Bielitz und Biała.
Im Jahre 1900 hatte das Dorf 1060 Einwohner, es waren überwiegend polnischsprachige und römisch-katholische (84 waren deutschsprachig, 5 israelitisch, 57 anderen Glaubens).
1918, nach dem Ende des Ersten Weltkriegs und dem Zusammenbruch der k.u.k. Monarchie, kam es zu Polen.

### Mikuszowice Śląskie
Das Dorf im Herzogtum Teschen gehörte seit 1526 zur Habsburgermonarchie. Seit 1572 gehörte es zur Herrschaft Bielitz (seit 1754 Herzogtum Bielitz).
Mikuszowice Śląskie wurde später wieder mit dem deutschen Namen Nickelsdorf/Nicklosdorff (1413) erwähnt. Der polnische Name mezy wsy Miklussowiczemi erschien im Jahre 1547, ein Jahrhundert später als der erste Nachweis des polnischen Namens von Mikuszowice Krakowskie.
Nach der Aufhebung der Patrimonialherrschaften bildete es ab 1850 eine Gemeinde zusammen mit Olszówka Dolna (Nieder Ohlisch) in Österreichisch-Schlesien, Bezirk und Gerichtsbezirk Bielitz. In den Jahren 1880–1910 stieg die Einwohnerzahl der Gemeinde von 809 im Jahre 1880 auf 1502 im Jahre 1910, es waren überwiegend deutschsprachige (zwischen 79,4 % und 83,6 %), aber auch polnischsprachige (zwischen 13,7 % und 20,4 %). Im Jahre 1910 waren 59,8 % römisch-katholisch, 35 % evangelisch, 75 (5 %) Juden, 3 anderen Glaubens. Es gehörte zur Bielitz-Bialaer Sprachinsel.
Im späten 19. Jahrhundert wurde Mikuszowice Śląskie Kurort für Bewohner von Bielitz.
1920 nach dem Zusammenbruch der k.u.k. Monarchie und dem Ende des Polnisch-Tschechoslowakischen Grenzkriegs kam es auch zu Polen. Unterbrochen wurde dies nur durch die Besetzung Polens durch die Wehrmacht im Zweiten Weltkrieg.

### Nach dem Ersten Weltkrieg
Vor 1954 gehörte Mikuszowice Krakowskie zur Landgemeinde Biała Wieś, seit 1955 unabhängige Gromada. Mikuszowice Śląskie wurde im Jahre 1945 eine Gemeinde, seit 1946 kollektive Gemeinde, seit 1955 Gromada, seit 1958 eine stadtartige Siedlung. Beide Mikuszowce wurden 1969 nach der Stadt Biała-Biała eingemeindet.